# Родова община
Родова община  — історично перша форма громадської організації людей, де люди пов'язані кровною спорідненістю, у деяких випадках можливою спорідненістю, а в деяких випадках допускалася і штучна спорідненість. Крім того, це був союз, заснований на колективній праці, колективному споживанні, колективній власності на землю та знаряддя праці (полювання), імовірно заснований на соціальній рівноправності. Полювання, розчищення лісу, землеробство за примітивних знарядь праці вимагали великих колективних зусиль. Плуг із залізним лемешем, залізна сокира, лопата, мотика, лук і стріли, сталеві мечі сприяли вимиранню родової общини і появі сусідської общини. Їхній одяг було зроблено з обробленої шкіри вбитих тварин.